# خوزه باویرا
خوزه باویرا (انگلیسی: José Baviera؛ ۱۷ اوت ۱۹۰۶ – ۱۳ اوت ۱۹۸۱) بازیگر اهل اسپانیا بود. او بین سال‌های ۱۹۲۴ تا ۱۹۷۹ در بیش از ۱۹۰ فیلم و برنامه تلویزیونی ظاهر شد. از فیلم‌هایی که وی در آن نقش داشته‌است می‌توان به ملک‌الموت و جادوگر اشاره کرد.